# Působnost právní normy
Rozlišují se čtyři základní druhy působnosti právní normy.

## Dělení

### Osobní působnost
Osobní působnost zodpoví otázku „kdo?“, koho se norma týká. Kdo je jejím adresátem. Ačkoliv se pojem „osobní působnost“ již dlouhá léta nemění, jisté změně se mu přece jenom dostalo. V minulosti princip personality práva např. znamenal, že subjekt práva si nesl své právo s sebou, ať šel kamkoliv, ať se nacházel v kterémkoliv státě. Tento princip však již dnes neplatí, a byl nahrazen principem teritoriality.
Obecně platí, že právní normy České republiky platí pro všechny na území České republiky (tj. i pro cizince). Existují zde však dvě sady výjimek, tou první je tzv. exempce neboli imunita (viz níže), tou druhou pak např. §5 zákona č. 94/1963 Sb., o rodině, který praví že „občan České republiky může v cizině uzavřít manželství též před zastupitelským úřadem České republiky oprávněným k tomu zvláštním předpisem”.
Osobní způsobilost můžeme rozřadit do tří kategorií. První je kategorie obecná osobní způsobilost, o té hovoříme, pokud právní norma dopadá na všechny subjekty (mající právní subjektivitu) na území daného státu. Druhou kategorii je zvláštní osobní způsobilost, která se vztahuje pouze na některé, např. mladiství, hasiči apod. a to dle různých faktorů. Třetí skupinou jsou právní normy s osobní působností výjimečnou. Zde hraje roli především imunita. Ta může mít dvojí podobu, absolutní nebo relativní odborně se pak hovoří o exempci procesněprávní nebo hmotně právní. V případě imunity relativní (procesněprávní) je subjekt vyňat z působnosti právní normy po dobu trvání procesní překážky (např. poslanec nebo senátor musí být nejprve vydán příslušnou komorou parlamentu). V případě imunity absolutní (hmotněprávní) se subjekt nachází mimo působnost právních norem. V zásadě toto platí pro prezidenta republiky a diplomaty. Prezidentskou imunitu řeší např. čl. 65 Ústavy České republiky „Prezidenta republiky nelze po dobu výkonu jeho funkce zadržet, trestně stíhat ani stíhat pro přestupek nebo jiný správní delikt”.

### Věcná působnost
Věcná působnost vymezuje předmět, okruh věci, skutkové podstaty právních norem. Rozlišujeme dva typy norem s věcnou působností. První jsou obecné právní normy s věcnou působností a druhým jsou zvláštní právní normy s věcnou působností. Za předpokladu že mají obě právní normy stejnou sílu (jinak Lex superior derogat inferiori - vyšší právní předpis má přednost před nižším) pak platí lex specialis derogat generali, tj. že existuje-li speciální právní norma, pak má přednost před obecnou úpravou. Jako příklad může posloužit občanský zákoník, který může působit jako lex generali oproti zákonu o obchodních korporacích jakožto lex specialis.

### Časová působnost
Časová působnost právní normy určuje, kdy, neboli odkdy dokdy bude právní norma působit. V problematice časové působnosti se setkáváme se třemi fázemi a to s fází schválení, platnosti a účinností právní normy. Schválením rozumíme okamžik splnění legislativní, právotvorné procedury. Právní norma se stává platnou okamžikem vyhlášením v příslušné sbírce (např. Sbírce zákonů). Daná norma od tohoto data již existuje, nenastávají z ní však prozatím práva ani povinnosti. Aby právní norma mohla začít působit, musí se stát účinnou. Účinnost získává právní norma v den, který je v normě uveden. Není-li v rámci dané normy stanoveno jinak, tak normy vyhlášené ve Sbírce zákonů nabývají účinnosti patnáctý den. Souhrnně tedy můžeme říci, že rozdíl mezi účinnosti a platností právní normy je v tom, že ve fázi platnosti daná norma pouze existuje, ale teprve až ve fázi účinnosti se stává rozhodující skutkovou podstatou. Rozdíl mezi platností a účinností pak označujeme termínem vacatio legis.
Zánik právní normy pak může z hlediska časové působnosti nastat několika způsoby. Jednak je to uplynutím stanovené lhůty účinnosti, derogací (zrušení části normy), abrogací (zrušení celé normy), novelizací (nahrazení staré normy novou) nebo na základě nálezu Ústavního soudu.

### Místní působnost
Jak jsme již řekli v úvodu, místní působnost právních norem zodpovídá otázku, kde bude právní norma působit. Zpravidla se jedná o území daného státu a to jak na povrchu, tak nad ním i pod tímto územím. Na základě mezinárodních smluv taky např. prostory diplomatických úřadů apod.